# 레나타 노트니
레나타 노트니(Renata Notni, 1995년 1월 2일 ~ )는 멕시코의 배우, 모델이다.